# Cobitis striata
Cobitis striata är en fiskart som beskrevs av Ikeda, 1936. Cobitis striata ingår i släktet Cobitis och familjen nissögefiskar. Inga underarter finns listade i Catalogue of Life.